# Christopher Herd
Christopher Herd (Melbourne, 4 de Abril de 1989) é um futebolista australiano que defende a equipe do Wycombe Wanderers em empréstimo do Aston Villa.

## Carreira
Herd integrou o elenco da Seleção Australiana de Futebol, campeão da Copa da Ásia de 2015.

## Títulos
Austrália
- Copa da Ásia: 2015